# Dasiops anepsiosus
Dasiops anepsiosus är en tvåvingeart som beskrevs av Mcalpine 1964. Dasiops anepsiosus ingår i släktet Dasiops och familjen stjärtflugor. Inga underarter finns listade i Catalogue of Life.